# 大池忠助
大池 忠助（おおいけ ちゅうすけ、1856年5月24日（安政3年4月21日）- 1930年（昭和5年）2月2日）は、明治から昭和初期の実業家、政治家。衆議院議員。

## 経歴
対馬国下県郡、のちの長崎県下県郡厳原町（現対馬市厳原町）で生まれる。1875年（明治8年）朝鮮慶尚道釜山に永住目的で渡航した。
旅館業から始めて、回漕業、用達業、不動産業と事業を拡大して財産を築いた。釜山電燈社長、釜山軌道取締役、釜山商業会議所会頭、釜山水産社長、釜山海産物組合長、釜山産業取締役、釜山繁栄会会長、亀浦銀行取締役などを務めた。
1915年（大正4年）3月の第12回衆議院議員総選挙で長崎県対馬選挙区から無所属で出馬し、早川鉄冶、浦瀬済之の有力候補と激しい選挙戦を戦い、浦瀬と2票差で当選した。公友倶楽部に所属したが同年12月、当選無効訴訟事件の確定に伴い議員を退職した。